# История далёкого прошлого
История глубокого времени (Глубинные механизмы истории, История далёкого прошлого) (англ. Deep Time History) — трёхсерийный документальный фильм производства CuriosityStream (сервис видео по запросу) и продюсерской компании Flight 33 Productions. Все три серии были анонсированы при запуске CuriosityStream в январе 2015 года. Ведущий сериала — профессор Университета Калифорнии в Фуллертоне Джонатан Маркли (англ. Jonathan Markley) с участием Митио Каку и других.
В сериале рассматриваются движущие силы человеческой истории с опорой на концепцию глубокого времени. Каждая 50-минутная серия рассматривает события человеческой истории с точки зрения физики, геологии, биологии и химии — то есть как долгосрочные природные процессы повлияли на мировую историю. Показывается, как природные процессы влияют на ход человеческой истории — наряду с инновациями, политическими решениями и военными победами, составляющими содержание человеческой деятельности. Все три серии были выпущены в июле 2016 года.

## Список серий
1. «Зарождение цивилизации» (вышла в эфир 22 июля 2016) — «около 8 тыс. лет до н. э. люди экспериментируют с новым способом получения калорий»,[6] они начинают заниматься земледелием.
2. «Великие географические открытия» (вышла в эфир 22 июля 2016) — «Колумб и не подозревал, что из-за геологии и географии Земли он не попадёт к месту своего назначения…Давайте соединим его путешествие с моментом столкновения астероида с Землёй миллиарды лет назад».
3. «Промышленная революция и современная война» (первый эфир 22 июля 2016) — промышленная революция и современная война уходят корнями в глубины времени—в естественный процесс, который обогащает почву. Как доисторические леса связаны с развитием паровых двигателей и ростом современной промышленности?

## Освещение в СМИ
- Space.com[7]
- Multichannel News[8]
- Variety[9]